# Midas Touch
Midas Touch war eine schwedische Progressive- und Thrash-Metal-Band aus Uppsala, die im Jahr 1985 gegründet wurde und sich etwa 1989 wieder trennte.

## Geschichte
Die Band wurde im Sommer 1985 von Bassist Patrik Sporrong, Gitarrist Thomas Forslund und Schlagzeuger Bosse Lundstrom gegründet. Für das Demo Ground Zero kam im Jahr 1987 Sänger Patrik Wirén zur Besetzung. Nach der Veröffentlichung des Demos erreichte die Band im Herbst 1988 einen Vertrag bei Noise Records und begab sich in der Weihnachtszeit in das Skytrak Studio mit Produzent Roy Rowland. Vor den Aufnahmen hatte Forslund die Band wieder verlassen und wurde durch Rickard Sporrong ersetzt. Aus den Aufnahmen entstand das erste und einzige Album der Band Presage of Disaster, das im März 1989 veröffentlicht wurde. Danach löste sich die Band auf. Wirén gründete später die Band Misery Loves Co.

## Stil
Die Band wird von Jon „Metalion“ Kristiansen als technisch anspruchsvollere Version von Artch („Sound a bit like ARTCH total techno Thrash or so“) beschrieben. Frank Stöver, der spätere Herausgeber des Voices from the Darkside, verglich Pressage of Disaster im Metal Hammer/Crash mit Metallicas ...And Justice for All. Die Band spielte technisch anspruchsvollen, progressiven Thrash Metal, der gelegentlich auch als „Techno Thrash“ oder „Technical Thrash Metal“ bezeichnet wurde.

## Diskografie
- 1987: Ground Zero (Demo, Eigenveröffentlichung)
- 1989: Presage of Disaster (Album, Noise Records)